# Edouard Biart
Edouard Charles Biart (Antwerpen, 23 mei 1838 - Dinteloord en Prinsenland, 2 november 1914) was een Belgisch advocaat, rentenier en politicus voor de Kath. Partij (Meetingpartij).

## Levensloop
Biart was de zoon van François Biart en Marie-Anne Donnez. Zijn grootvader was in 1798 ingeweken uit Frankrijk en was in 1830 een overtuigde orangist. Zijn broer Constantin Biart werd eveneens politiek actief, hij was onder meer senator.
Hij promoveerde tot doctor in de rechten (1862) aan de Katholieke Universiteit Leuven en werd advocaat aan de balie van Brussel (1862-1914). Hij oefende het beroep niet daadwerkelijk uit en was vooral rentenier.
Hij was provincieraadslid van 1886 tot 1892. In 1880 werd hij gemeenteraadslid van Kapellen en bleef dit tot aan zijn dood. Van 1884 tot 1903 was hij bovendien burgemeester. Hij kwam op voor de katholieke scholen tijdens de schoolstrijd en was voorzitter van het comité van de katholieke scholen in het kanton Ekeren (1880).
Van 1892 tot 1910 was hij katholiek volksvertegenwoordiger voor het arrondissement Antwerpen, verkozen op de lijst van de Meetingpartij, en van 1910 tot aan zijn dood was hij senator.
Hij vluchtte voor de Duitse invasie in 1914 en overleed kort daarop in Nederland.
Hij was gehuwd met Anne Meeus. Ze hadden een zoon en een dochter.